# August Verbesselt
August Verbesselt (Klein-Willebroek, 22 oktober 1919 – Bonheiden, 30 juli 2012) was een Belgisch fluitist en componist.
Al in zijn jeugd kreeg hij, Gust voor intimi, muzieklessen van bijvoorbeeld jazzpianist Marcel Verdickt (piano; een van de weinig musici in Willebroek) en Jozef Schampaert. Hij speelde vanaf 1928 al piccolo (voor hoorn was geen geld) en fluit in een harmonieorkest in zijn geboorteplaats met lessen aan de plaatselijke muziekschool. Hij schreef toen ook al werkjes, maar vernietigde die grotendeels later. Ook tijdens zijn middelbare schoolperiode aan het  Koninklijk Atheneum Antwerpen had hij muziekles en Henry Sarly. Alhoewel hij ingenieur wilde worden, koos hij toch de andere richting. Hij kreeg vanaf 1937 zijn dwarsfluitopleiding van Louis Stoefs aan het Koninklijk Vlaams Conservatorium. Contrapunt- en fugalessen kreeg hij van Renier Van der Velden en Karel Candael, maar ook privélessen bij Lodewijk Ontrop volgden. Als uitvoerend musicus dirigeerde hij in die jaren harmonie- en amateursymfonieorkesten. In aansluiting op eerdere lessen volgde hij een cursus bij Mátyás Seiber bij Stichting Gaudeamus in Bilthoven met name op het gebied van compositieleer waaronder dodecafonie aan de hand van zijn eigen Sinfonietta, dat enkele uitvoeringen in Nederland kreeg. Verbesselt was de eerste fluitist die op het onderdeel kamermuziek als blazer een eigen werk (een kwintet) mocht uitvoeren; de opleiding gaf eigenlijk alleen diploma’s op viool en piano.
Hij werd direct na zijn fluitexamen in 1942 solofluitist bij de Koninklijke Vlaamse Opera; na eerst meegespeeld te hebben in de Filharmonie. Hij zou tot 1980 bij de opera spelen. In de jaren vijftig was hij tussen 1953 en 1959 leraar fluit aan de muziekacademie te Boom en vanaf 1956 ook directeur van de muziekschool te Niel. Dit combineerde hij nog met de functie adjunct-leraar harmonie aan het conservatorium in Antwerpen. In 1967 breidde hij zijn docentschap uit met de door hem ingestelde vakken analyse en vormleer.
Die opleiding in dodecafonie kreeg volgens de Algemene muziek encyclopedie de overhand in zijn werk, alhoewel zijn eerste composities, zoals zijn Concerto voor fluit, twee slagwerkers en orkest uit 1952, daar nog weinig van lieten blijken. Hij combineerde bitonaliteit, atonaliteit en dodecafonie om een eigen sfeer op te roepen. Het liefst schreef hij voor (groot) symfonieorkest, maar binnen de aparte partituurpartijen bleek dat die toch voornamelijk een kamermuziekachtige opzet kregen. De meeste werken kregen programmatische titels mee.
Belangrijke werken aldus de AME (slechts weinige haalden een plaatopname):
- 1940: Eerste concerto voor vijf (fluit, viool, altviool, cello, piano)
- 1941: Tweede concerto voor vijf (fluit, viool, altviool, cello, piano)
- 1941; trio voor fluit, viool en altviool
- 1944: Aladdin en de wonderlamp (balletmuziek)
- 1944; Elfendans voor fluit, hobo, viool, cello en piano (balletmuziek)
- 1950: Koning David (kamerorkest)
- 1952: Concerto voor fluit, twee slagwerkers en orkest (in 1958 uitgevoerd door het Brabants Orkest onder leiding van Hein Jordans in het kader van Gaudeamus Muziekweek)
- 1954: Le beau ténébreux, ballet voor harmonieorkest en piano
- 1956: Ballade
- 1957: Sinfonietta (kamerorkest)
- 1959: Concerto per orchestra
- 1964: De veroveraar, balletmuziek voor gemengd koor en dubbelorkest
- 1964: Hexatone-synthese (fluit, hobo, klarinet, cello en harp)
- 1967: Triptiek
- 1968: Gruppi di quattro (kamerorkest)
- 1972: Manipulaties rond een thema van Heinrich Schütz
- 1972; Diagrammen (kamerorkest)
- 1974: Universum voor dubbelorkest en klankband; een werk die zijn levenshouding weergaf: "grootsheid van de kosmos met als middelpunt de aardse levensnormen met goede en slechte kanten, en door tijds- en ruimtereis heen de verzuchting en het zoeken naar de ideale menselijke levensverhouding" (aldus AME)
- 1981: Structuren
- 1982: Iberia voor fluit en gitaar
- 1982: Introduzione et allegro voor altsaxofoon, en piano
- 1983: Klarinetconcert
- 1983: Conversazione voor bobo en piano.

- Bibliothèque nationale de France: cb14843740t (data)
- Digitale Bibliotheek voor de Nederlandse Letteren: verb155
- Gemeinsame Normdatei: 1050777808
- International Standard Name Identifier: 0000 0000 8373 1781
- Library of Congress Control Number: n83166023
- MusicBrainz: e4a16477-499f-4486-81b6-e3229051afc6
- Virtual International Authority File: 37184262